# Obrium filicorne
Obrium filicorne är en skalbaggsart som beskrevs av Holzschuh 2008. Obrium filicorne ingår i släktet Obrium och familjen långhorningar.
Artens utbredningsområde är Laos. Inga underarter finns listade i Catalogue of Life.